# Alportov sindrom
Alportov sindrom je naziv za skupinu poremećaja koji nastaju kao posljedica oštećenja gen za strukturni protein kolagen tip IV. Poremećaj je nazvan prema južnoafričkom liječniku Cecilu A. Alportu koji ga je opisao 1927. u jednoj britanskoj obitelji.

## Patofiziologija
Kolagen tip IV je važan strukturni protein u bazalnim membranama glomerula bubrega, uha i oka. Kolagen tip IV sastoji se od tri podjedinice koje se nazivaju, alfa-lanci, a međusobno su isprepletene u trostruku uzvojnicu. Podjedinica za kolagen tip IV poznata je po 6 izomera. Izomeri nazvani alfa-1 i alfa-2 nalaze se u čitavom tijelu, dok se izomeri alfa-3, alfa-4, alfa-5 nalaze u bazalnim membranama glomerula, bazalnim membranama distalnog dijela tubula bubrega, Descemetovoj membrani (oko), Bruchovoj membrani (lat. vitreous lamina, unutrašnji sloj žilnice oka), prednjoj kapsuli leće oka, plućima i pužnici (uho). Izomer alfa-6 nalazimo u bazalnoj memebrani distalnog dijela tubula i epidermalnoj bazalnoj membrani. Mutacije gena koji kodiraju izomer alfa-3, alfa-4, alfa-5 podjedinicu kolagena tip IV bazane membrane uzrokuju Alportov sindrom.
Podjedinicu alfa-1 i alfa-2 kodiraju geni COL4A1 i COL4A2 koji se nalaze na 13. kromosomu. Podjedinicu alfa-3 i alfa-4 kodiraju geni COL4A3 i COL4A4 koji se nalaze na 2. kromosomu. Podjedinicu alfa-5 i alfa-6 kodiraju geni COL4A5 i COL4A6 koji se nalaze na X kromosomu.
Poznata su tri oblika Alportovog sindroma:
- Alporotov sindrom koji se nasljeđuje X kromosomom - odnosi na 85% slučajeva Alporotovog sindroma, a nastaje kao posljedica mutacije za podjedinicu alfa-5, na X kromosomu (poznato je oko 300 mutacija)
- Autosomno recesivni Alportov sindrom - uzrokovan mutacijama na genu COL4A3 ili COL4A4; oko 10-15% slučajeva (6 mutacije gena COL4A3 i 12 mutacije gena COL4A4)
- Autosomno dominantni Alportov sindrom - uzrokuju mutacijama na genu COL4A3 ili COL4A4; rijedak

## Klinička slika
Bolest se prezentira proteinurijom, hematurijom, povišenim krvnim tlakom kao posljedica oštećenja bubrega. Daljnjim pogoršanjem funkcije bubrega, dolazi do bubrežnog zatajenja te potrebe za liječenjem dijalizom. Kod nekih oboljelih prisutan je i gubitak sluha, a kao posljedica slabosti prednje ovojnice leće može doći do protruzije leće (lat. Anterior lenticonus). Od manifestacija na oku najčešće se javlja retinopatija (engl. "dot-and-fleck" retinopatija), dok se još može javiti stražnja polimorfna distrofija rožnice, stanjenje temporalnog dijela makule.  Kod nekih oboljelih prisutna je i difuzna leiomiomatoza jednjaka i traheobronhalnog stabla. U rijetkim slučajevima autosomno dominantnog Alportovog sindroma prisutni su i poremećaji agregacija trombocita, sklonost krvarenju, makrotrombocitopenija.